# براندان ماير
براندان ماير (بالإنجليزية: Brendan Meyer)‏ (و. 1994 – م) هو ممثل، وممثل أفلام، من كندا، ولد في كيتشنر، أونتاريو.

## وصلات خارجية
- براندان ماير على موقع IMDb (الإنجليزية)
- براندان ماير على موقع ألو سيني (الفرنسية)
- براندان ماير على موقع أول موفي (الإنجليزية)
- براندان ماير على موقع قاعدة بيانات الفيلم (الإنجليزية)
- براندان ماير على موقع كينوبويسك (الروسية)